# Río Cuervo (Fiordo Aysén)
El río Cuervo es un curso natural de agua que nace en el lago Meullín y fluye hacia el sur por 20 km hasta desembocar en el fiordo de Aysén, cerca de la isla Tortuga. Es el emisario de los lagos Yulton y Meullín.
El río tiene un valle angosto, de paredes escarpadas y cubiertas por densos bosques.: 528 

## Trayecto

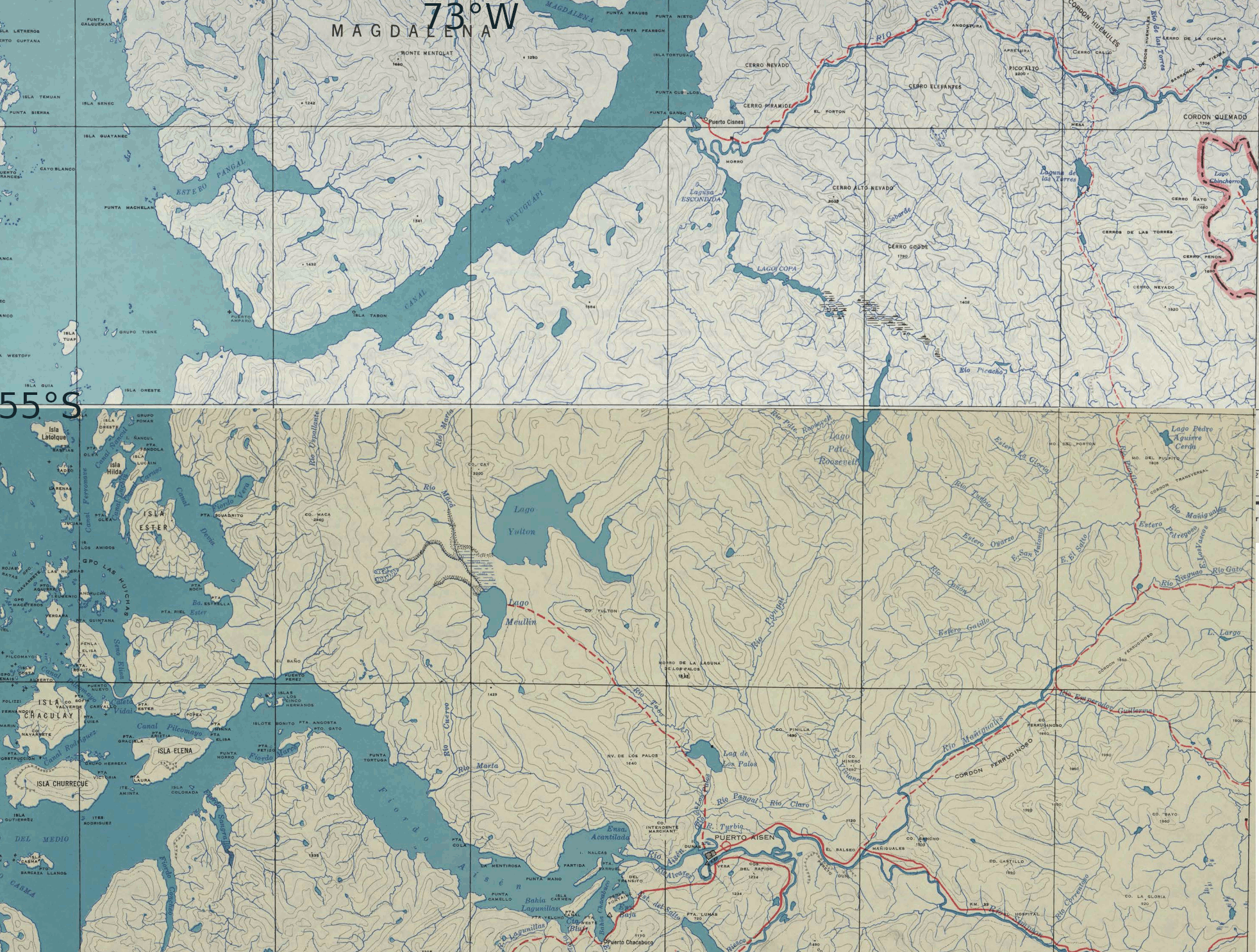
Interfluvio inferior entre el río Cisnes y el río Aysén.

## Población, economía y ecología
Una parte de la cuenca del río Cuervo fue declarada santuario de la naturaleza Meullín-Puye.